# 金井地区
金井地区（かないちく）は、山形県山形市にある地区。

## 概要
山形市の北西部に位置し、鮨洗地区には須川が流れており、隣の山辺町三河尻地区と川を通して接している。田畑や住宅地が多く、主に国道112号線より西の瀬波地区や陣場地区に住宅が点在する。
また、立道地区には東金井駅がある。かつては東村山郡金井村が存在していたが、1954年（昭和29年）10月1日に山形市に編入合併された。

## 教育

### 小学校
- 山形市立金井小学校

### 中学校
- 山形市立金井中学校

金井中学校の学区は一部、嶋地区も含めている。

## 交通

### 一般道路
- 国道112号
- 49号山形山辺線
- 174号大野目内表線
- 18号山形朝日線

### 高速道路
- 東北中央自動車道・山形中央IC

### 鉄道
- JR東日本 フルーツライン左沢線・東金井駅